# وزارة سلامة الأغذية والأدوية (كوريا الجنوبية)
وزارة سلامة الأغذية والأدوية (MFDS)، (هانغل: 대한민국 식품의약품안전처; ر.ر: Daehanminguk Sikpumuiyakpumanjeoncheo)، المعروف سابقًا باسم إدارة الغذاء والدواء الكورية (KFDA)، (بالكورية: 식품의약품안전청)‏، هي وكالة حكومية في كوريا الجنوبية مسؤولة عن تعزيز الصحة العامة من خلال ضمان سلامة وكفاءة الأطعمة والأدوية والأجهزة الطبية ومستحضرات التجميل وكذلك دعم تطوير الصناعات الغذائية والصيدلانية. الهدف الرئيسي هو تزويد الناس بالأطعمة والأدوية الآمنة.
يقع المقر الرئيسي في مجمع إدارة التكنولوجيا الصحية اوسونج في مدينة تشونغجو بمقاطعة تشنغتشونغ الشمالية.

## التاريخ
في أبريل 1996، تم تأسيس هيئة سلامة الأغذية والعقاقير الكورية ومكاتبها الإقليمية الستة. تم رفعه إلى وضع الإدارة (إدارة الغذاء والدواء الكورية)، في عام 1998. في عام 2004، تم إعادة هيكلة المنظمة بإنشاء قسم إدارة الأجهزة الطبية وشعبة الدعم الفني للسلع الحيوية. في مارس 2013، تمت إعادة هيكلة المنظمة وترقيتها إلى وزارة، لتلقي تغيير اسمها.

## روابط خارجية
- وزارة الغذاء وسلامة الدواء
- وزارة الغذاء وسلامة الدواء (بالكورية)
- وكالة الغذاء والدواء (بالكورية) (أرشيف)
- وكالة الغذاء والدواء (بالكورية) (أرشيف)| - ع - ن - ت وزارات حكومة كوريا الجنوبية                                                                                                                                                                                                                                                                                                                                                                 | - ع - ن - ت وزارات حكومة كوريا الجنوبية |
| --- | --------------------------------------- |
| - الدفاع الوطني - الداخلية والسلامة - شؤون الوطنيين وقدامى المحاربين - العلوم وتكنولوجيا المعلومات والاتصالات - الخارجية - التوحيد - سلامة الأغذية والأدوية - العدل - البيئة - التوظيف والعمل - الثقافة والرياضة والسياحة - الزراعة والأغذية والشؤون الريفية - التجارة والصناعة والطاقة - المساواة بين الجنسين وشؤون الأسرة - الأراضي والبنية التحتية والنقل - المحيطات والثروة السمكية - شؤون الموظفين |                                         |